# LG Cookie Plus
De LG Cookie Plus (LG GS500) is een mobiele telefoon van LG uit 2010. Het is de opvolger van de LG Cookie.

## Specificaties
De LG GS500 is een low-budget telefoon. Toch beschikt de LG GS500 over een aantal moderne specificaties zoals een 3 inch touchscreen, een mp3-speler, 3,2 megapixel-foto- en videocamera, motion-sensorgames en een FM-radio. Ook beschikt de telefoon over widgets zoals wereldtijd, klok, FM-radio, diavoorstelling, kalender en een memo. De LG Cookie kan bestanden delen via bluetooth (versie 2.1) en mms.
LG Cookie Plus maakt gebruik van de ARM9E-processor. Deze heeft een kloksnelheid van 175 MHz.